# Playa de Riazor
La playa de Riazor es una playa urbana de la ciudad de La Coruña (Galicia, España), situada en la Ensenada del Orzán. Cuenta con la Bandera Azul, distinción otorgada a las playas con las mejores condiciones ambientales e instalaciones. Su continuación hacia el noreste es la playa del Orzán. Está en frente del hotel Riazor.

## Características
Es una playa céntrica y por tanto muy concurrida, sobre todo en temporada alta.
Dispone de aseos, duchas, alquiler de tumbonas, vigilancia, servicio de socorrista, puesto de primeros auxilios, puesto de salvamento de la Cruz Roja, acceso para personas con diversidad funcional, aparcamiento (bajo el Paseo Marítimo), kiosko de prensa y múltiples cafeterías y bares con terrazas. No se permite el acceso a animales.
Con transporte público se puede llegar a la playa con los autobuses de las líneas 3, 3A y 7.

## Galería de imágenes

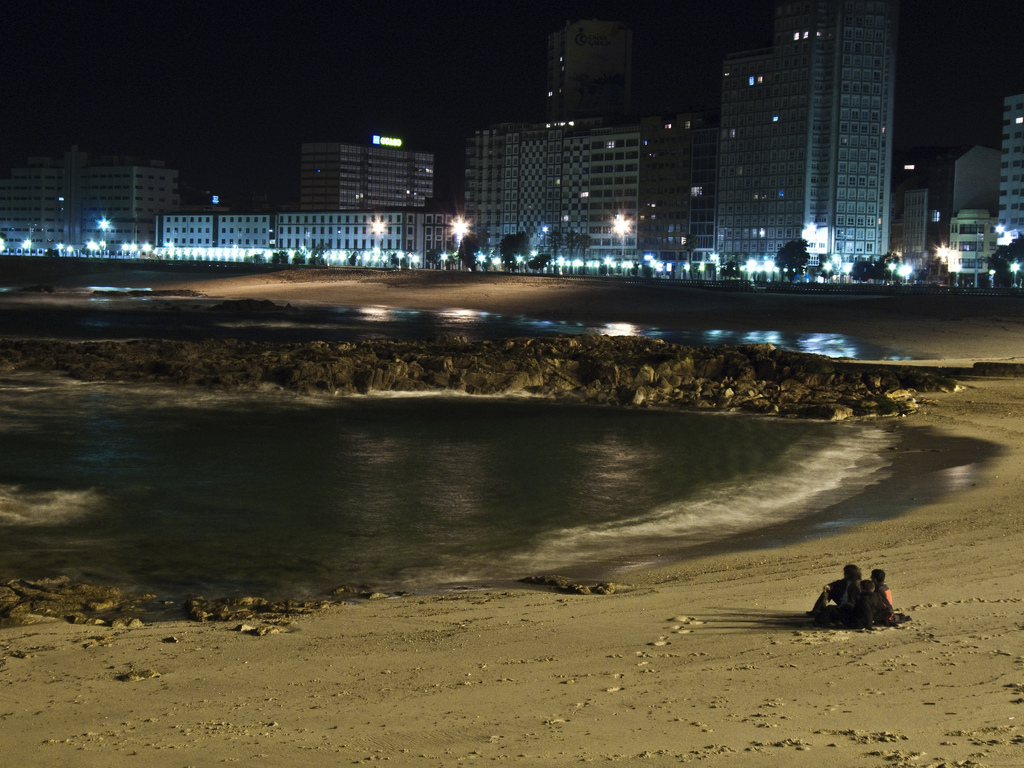
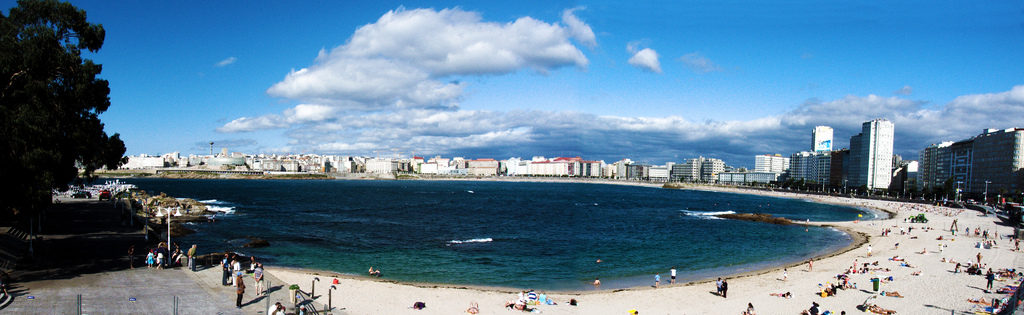
Panorámica desde el paseo marítimo.
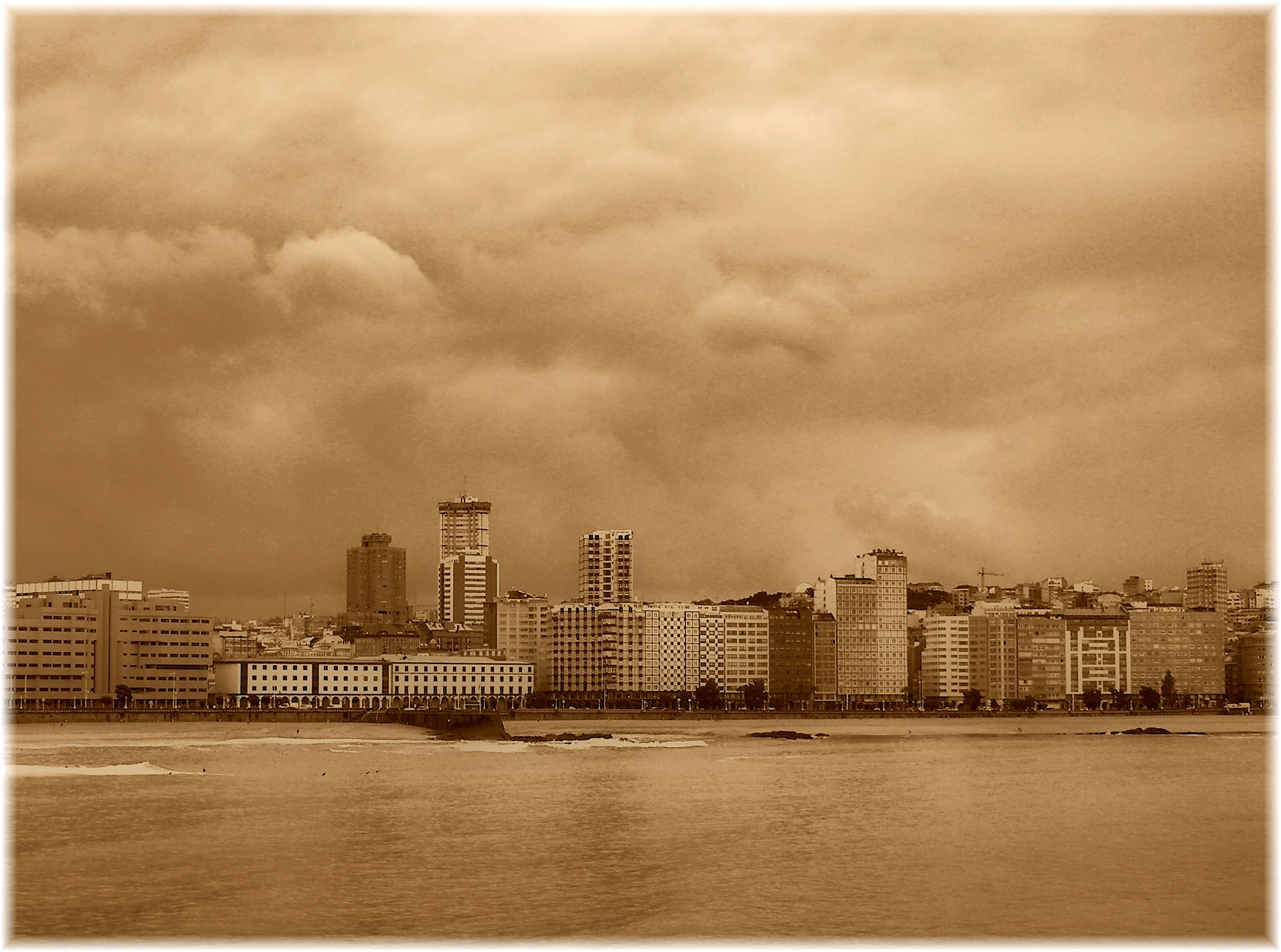
Playa de Riazor.

## Referencias

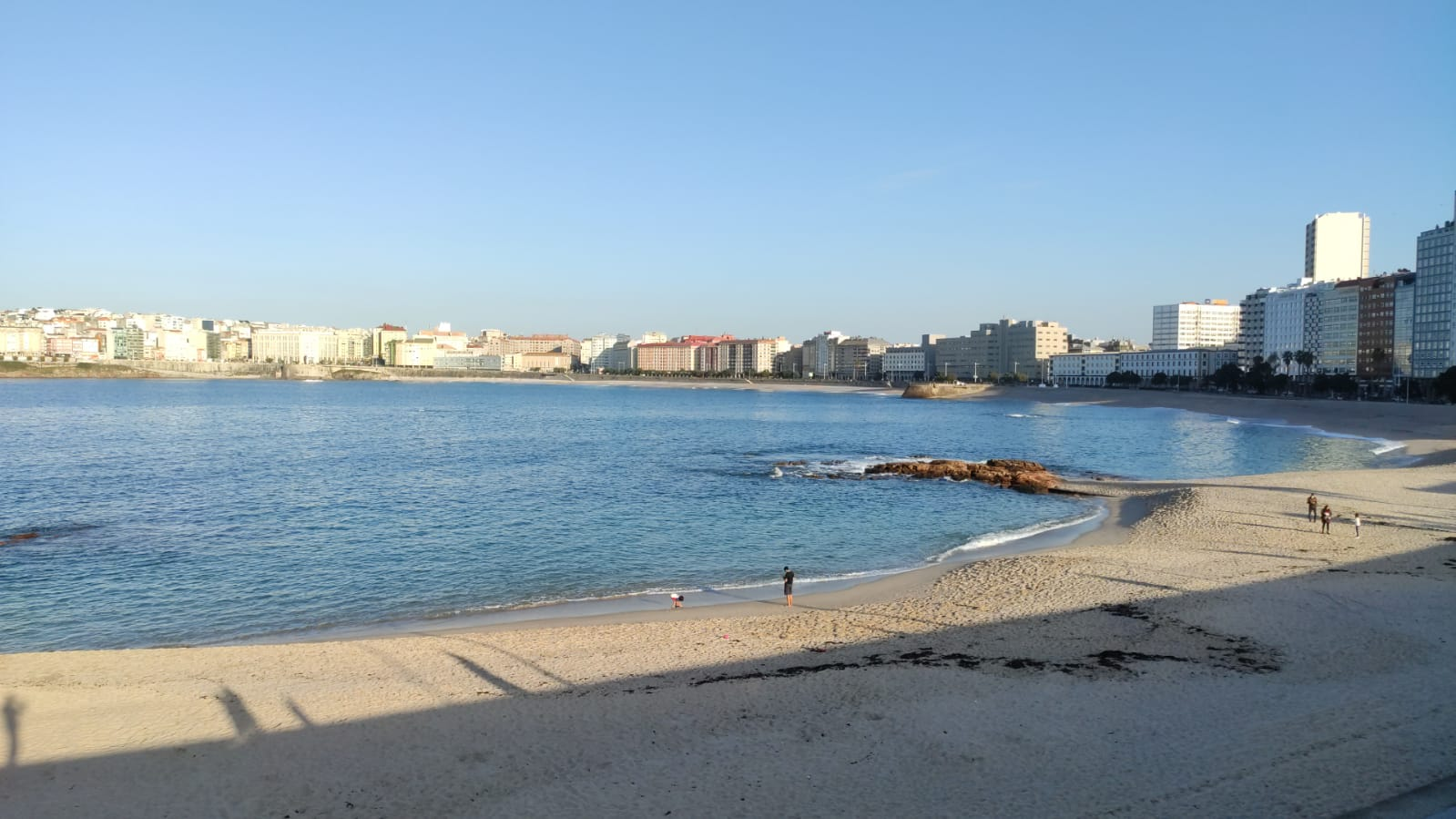
Playa de Riazor en otoño